# Rakovina plic
Rakovina plic je obecně používaný termín, kterým se obvykle označuje jakýkoliv zhoubný nádor plic. Ve skutečnosti se v plicích může objevit několik druhů nádorů:
- Karcinom plic, též bronchogenní karcinom nebo bronchiální karcinom je epitelový nádor (karcinom) vycházející z epitelu bronchů. Jeho histologické typy s poněkud odlišným biologickým chováním jsou:
  1. dlaždicobuněčný karcinom
  2. malobuněčný karcinom
  3. adenokarcinom
  4. velkobuněčný karcinom
- Karcinoid plic je nádor plic vycházející z tzv. neuroektodermu.
- Lymfomy plic jsou nádory vycházející z buněk imunitního systému. Nejčastěji jde o následující typy:
  1. maligní B-lymfom z marginální zóny, též MALTom.
  2. maligní velkobuněčný B-lymfom
  3. lymfomatoidní granulomatóza